# Myst
Myst je počítačová hra ve stylu adventure, vytvořená americkými bratry Millerovými z vývojového týmu Cyan, (dnes Cyan Worlds). Millerovi vydali Myst po dvou letech vývoje 24. září 1993 a to nejprve pro počítače se systémem Mac OS. Poté následovaly porty pro systémy: Microsoft Windows, Sega Saturn, PlayStation, 3DO, Atari Jaguar CD, CD-i, AmigaOS, PlayStation Portable, Nintendo DS, iOS, and Nintendo 3DS. Hru Myst následovala do roku 2005 další čtyři pokračování.
Po vydání byl Myst překvapující hit, byla to nejprodávanější PC hra, dokud její prodej v roce 2002 nepřekonala hra The Sims. Myst také napomohl masovějšímu přijetí formátu CD-ROM.

## Hratelnost
Grafiku tvoří jednotlivé záběry plně vykreslených místností. Myst byl hratelností neobvyklý mezi ostatními adventure hrami v několika ohledech. Kromě svého převážně neverbálního příběhu, je hráč opatřen velmi malým příběhem na začátku hry a žádné zjevné úkoly nebo cíle nejsou stanoveny. To znamená, že hráč musí prostě začít sám vše prozkoumávat. Nikde nehrozí smrt či fyzické násilí, ačkoliv je možné dosáhnout několika „špatných“ zakončení. Hra se dále odvíjí kombinací trpělivosti, pozorování a logického myšlení. Hráč musí prozkoumat zdánlivě opuštěný ostrov Myst, kde se následováním stop dostane do několika „věků“ (Selenitic, Stoneship, Mechanical, a Channelwood), z nichž každý je samostatný mini-svět. Cizinec musí navštívit každý věk, v každém najít ukrytou červenou a modrou stránku, vrátit se na ostrov Myst a každou ze stránek umístit v odpovídajících knihách.

## Příběh
Objevíte se na ostrově a tam najdete dopis od Arthura Pro Cathrine. Nemáte zde žádný určitý úkol. Jedinými vodítky jsou knihy a mapy. Na ostrově jsou 2 bratři uvěznění ve svých denících, do kterých budete postupně vkládat stránky sesbírané z různých věků ostrova Mystu. Tito dva bratři jsou zlí a uvěznili svého otce v podzemní komnatě ostrova Myst. Každý z těch bratrů vám bude dávat rady a budou pomlouvat jeden druhého, protože osvobodit se může jen jeden. Nakonec dostanete poslední stránku. Ovšem jsou tu možné 4 konce: 1) Dáte stránku Sirrusovi, ten vás uzavře ve svém deníku a vy upadnete v zapomnění. 2) Dáte stránku Achenarovi a i ten vás uzavře ve svém deníku a vy upadnete v zapomnění. 3) Vezmete poslední stránku a půjdete s ní do krbu, kde vyřešíte hádanku. Krb bude fungovat jako výtah a doveze vás do podzemní komnaty, dáte jí otci, který osvobodí Catherine, sebe, a zničí deníky obou bratrů. 4) Půjdete do krbu, ale bez té stránky. V krbu vyřešíte stejnou hádanku a pojedete do podzemní komnaty za otcem. Ovšem nemáte s sebou stránku a tím zůstanete uvěznění s otcem v podzemní komnatě a ztratíte šanci na záchranu Catherine otce a sebe.

## Modifikace
Myst: Masterpiece Edition z května roku 2000 představuje několik vylepšení oproti původní hře, například jsou obrázky vykreslovány 24bitově namísto originálních 8-tů, vylepšené jsou také zvuky a animace, tato verze také běží bez problémů na Windows XP.
realMyst je verze pro PC a Mac z listopadu 2000, staví na grafice původního Mystu, ovšem obsahuje plné 3D prostředí a přidává například změny v počasí, východ a západ Slunce, navíc další věk (Rime) a další doplňky. realMyst: Masterpiece Edition z února 2014 staví na realMystu, avšak běží na vizuálně lepším Unity enginu.
Myst je verze vydaná v prosinci 2020 pro VR brýle Oculus Quest, verze pro PC by měla následovat (včetně možnosti hrát běžných displejích).